# Grive de Ceylan
Espèce
Statut de conservation UICN

 NT  : Quasi menacé
La Grive de Ceylan (Zoothera imbricata) est une espèce de passereaux de la famille des Turdidae.

## Répartition
Cet oiseau est endémique du Sri Lanka.

## Systématique
Elle est parfois considérée comme une sous-espèce de la Grive dama par certains auteurs.